# Міттельрайденбах
Міттельрайденбах (нім. Mittelreidenbach) — громада в Німеччині, розташована в землі Рейнланд-Пфальц. Входить до складу району Біркенфельд. Складова частина об'єднання громад Геррштайн.
Площа — 5,07 км2. Населення становить 746 ос. (станом на 31 грудня 2020).